# غورنيي (مقاطعة نوفوسيبيرسك)
غورنيي (بالروسية: Горный) هي مدينة في مقاطعة غورنيي نوفوسيبيرسك أوبلاست في روسيا. يبلغ عدد سكانها حوالي 10219 نسمة.